# David Lee Smith
David Lee Smith (Birmingham, 8 september 1963) is een Amerikaans acteur.

## Biografie
Smith werd geboren op 8 september 1963 in Birmingham (Alabama). Hij volgde onderwijs aan de Banks High School en studeerde af aan de University of Alabama en de Southern Methodist University.
Hij is vooral bekend van zijn rol als John Oldman, het hoofdpersonage in de cultfilm The Man from Earth uit 2007 en de sequel The Man from Earth: Holocene uit 2017. Hij speelde ook in andere films, waaronder Fight Club. Op televisie had hij gastrollen in tientallen televisieseries, waarvan sommige als terugkerend personage zoals in CSI: Miami.